# Avril Haines
Avril Danica Haines (Nueva York, 27 de agosto de 1969) es una abogada estadounidense que ejerció como viceconsejera de Seguridad Nacional de los Estados Unidos durante la presidencia de Barack Obama. Previamente ocupó el cargo de vicedirectora de la Agencia Central de Inteligencia, la primera mujer en desempeñar dicho cargo. Desde el 21 de enero de 2021 hasta el 20 de enero de 2025 ocupó el cargo de directora de Inteligencia Nacional bajo la presidencia de Joe Biden.
El 23 de noviembre de 2020, el presidente electo Joe Biden anunció que nominaba a Haines como directora de Inteligencia Nacional, lo que la convirtió en la primera mujer en ejercer este cargo tras su ratificación por el Senado en enero de 2021.

## Primeros años y educación
Haines nació en Nueva York el 27 de agosto de 1969, hijo de Adrian Rappin (de soltera Adrienne Rappaport) y Thomas H. Haines. Creció en el Upper West Side de Manhattan. Su madre era pintora. Haines es judía. Cuando Haines tenía 10 años, su madre desarrolló una enfermedad pulmonar obstructiva crónica y contrajo tuberculosis aviar; Haines y su padre cuidaron a Adrian en una UCI domiciliaria hasta su muerte, cuando Haines tenía 15 años. Su padre, Thomas H. Haines, es un bioquímico que se doctoró en la Universidad de Rutgers y colaboró en la creación de la Facultad de Medicina de la CUNY, donde fue director del departamento de bioquímica.
Tras graduarse en el Hunter College High School, Haines viajó a Japón durante un año y se matriculó en el Kodokan, un instituto de judo de élite en Tokio. En 1988, Haines se matriculó en la Universidad de Chicago, donde estudió física teórica. Mientras asistía a la Universidad de Chicago, Haines trabajó reparando motores de coches en un taller mecánico de Hyde Park. 
En 1992, Haines se trasladó a Baltimore y se matriculó como estudiante de doctorado en la Universidad Johns Hopkins. Sin embargo, ese mismo año, Haines abandonó los estudios y, junto con su futuro marido, compró un bar en Fell's Point, Baltimore, que había sido incautado en una redada antidroga; convirtieron el local en una librería independiente y un café.
En 2010, bajo la presidencia de Barack Obama, fue nombrada en la Oficina del Consejero de la Casa Blanca como Asistente Adjunta del Presidente y Consejera Adjunta para Asuntos de Seguridad Nacional. El 13 de junio de 2013, Barack Obama la seleccionó como subdirectora de la Agencia Central de Inteligencia (CIA), cargo que ocupó hasta 2015. Es la primera mujer que ocupa este cargo. A continuación, fue viceconsejera de Seguridad Nacional de 2015 a 2017. 
Su mandato como vicedirectora de la CIA coincide con las revelaciones sobre las operaciones de vigilancia global de la agencia, el hackeo por parte de la CIA de los ordenadores del personal del Senado de Estados Unidos y la publicación del informe del Comité de Inteligencia del Senado sobre el uso de la tortura por parte de la CIA. También ha sido apodada la "reina de los drones", ya que, según la ONG pacifista Code Pink, "ha ayudado a dar forma a la política de drones de Obama, que ha matado a miles de civiles en el mundo ". 
Tras dejar la Casa Blanca al final de la presidencia de Obama, en enero de 2017, tras la victoria de Donald Trump, trabajó en el sector privado, como consultora para diversas entidades. Fue consultora en la empresa de consultoría estratégica WestExec Advisors, que tiene estrechos vínculos con la industria militar. En 2018, apoyó abiertamente el polémico nombramiento de Gina Haspel por parte del presidente Donald Trump para dirigir la CIA. Una postura que fue bien recibida por la Casa Blanca ya que ayudó a asegurar su confirmación por el Senado.